# 프레일티
《프레일티》(영어: Frailty)는 미국에서 제작된 빌 팩스턴 감독의 2001년 심리 공포 영화이다. 빌 팩스톤의 첫 연출작이며, 팩스턴은 매슈 매코너헤이와 공동 주연도 맡았다. 데이비드 커슈너 등이 제작에 참여하였다. 영화는 평단으로부터 대체로 좋은 평가를 받았다.

## 줄거리
연방수사국(FBI)에서는 “신의 손”으로 불리는 한 연쇄 살인범을 쫓고 있다. 어느 날 펜턴이란 남자가 수사를 이끄는 FBI 요원 웨슬리 도일이 있는 텍사스주 댈러스에 찾아와 신의 손은 남동생인 애덤이며 자살을 했다고 제보한다. 펜턴이 애덤의 피해자들이 텍사스주 서먼 장미 정원에 묻혀 있다고 하자 도일은 펜턴을 태우고 서먼까지 운전을 하며 펜턴이 늘어놓는 어린 시절 사연을 듣게 된다.
과거 1979년 여름 펜턴의 아버지는 천사가 찾아와 인간을 가장한 악령들을 “파괴”하는 임무를 맡겼다고 주장하였다. 천사가 줬다는 명단에 속한 소위 악령들은 도끼, 장갑, 파이프로 파괴된 후에 장미 정원에 묻혔다. 펜턴과 동생 애덤은 둘 다 아버지가 시키는 대로 아버지를 도와야만 했다. 애덤은 아버지를 믿고 지지했지만 펜턴은 아버지가 미쳤다고 확신했다. 아버지는 천사가 펜턴이 악령 중 하나라고 알려 줬다며 펜턴을 지하실에 가둬 펜턴의 신앙심을 회복시키려고 하였다. 펜턴은 아버지를 믿게 된 척 속였다가 아버지를 도끼로 찍어 죽였다.
그러나 웨슬리는 펜턴과 장미 정원에 도착하여 뜻밖의 사실을 알게 되는데...

## 출연진
- 빌 팩스턴 - 아빠 미크스 역
- 매슈 매코너헤이 - 애덤 미크스 / 펜턴 미크스 역
- 파워스 부스 - FBI 요원 웨슬리 도일 역
- 맷 올리리 - 어린 펜턴 역
- 제러미 섬프터 - 어린 애덤 역
- 루크 애스큐 - 보안관 스몰스 역
- 리바이 크라이스 - 펜턴 미크스 역

## 기타 제작진
- 공동 제작: 에버하드 케이저, 마리오 오호펜, 미하엘 오호펜
- 협력 제작: 프레더릭 레비, 제임스 스바덜라티
- 배역: 메리 게일 아츠, 바버라 코언
- 미술: 넬슨 코츠, 케빈 코즌
- 의상: 에이프릴 페리